# تانیا جوهری
تانیا جوهری یا مهر‌آزاد جوهری (زاده ۱۳۲۹، تهران) بازیگر سینما و تلویزیون ایران است.
وی دانش‌آموخته دانشکده هنرهای زیبا دانشگاه تهران است. او خواهر الیزا جوهری است.

## فیلم‌شناسی

### سینما
- شیش و بش (۱۳۸۹)
- حسرت دیدار (۱۳۷۳)
- جدال بزرگ (۱۳۶۹)
- حکایت آن مرد خوشبخت (۱۳۶۹)
- پرواز پنجم ژوئن (۱۳۶۸)
- زمان ازدست‌رفته (۱۳۶۸)
- آوار (۱۳۶۴)
- بازجویی یک جنایت (۱۳۶۲)

### تلویزیون
| سال  | مجموعه تلویزیونی                | کارگردان          | توضیحات                             |
| ۱۳۵۶ | لحظه                            | محمد صالح علا     | تلویزیون ملی ایران۱۲۰ قسمت          |
| ۱۳۶۲ | مخمصه                           | فرهاد مجدآبادی    | شبکه ۱ - پخش در نوروز ۶۳            |
| ۱۳۶۵ | نهضت‌های آزادی‌بخش                | اسماعیل شنگله     | شبکه ۱ - ۸ قسمت                     |
| ۱۳۶۵ | سایه همسایه                     | اسماعیل خلج       | شبکه ۲ - ۱۳ قسمت                    |
| ۱۳۶۶ | راویان اخبار                    | حمید لبخنده       | شبکه ۱ - ۷ قسمت                     |
| ۱۳۷۰ | گل پامچال                       | محمدعلی طالبی     | شبکه ۱ - ۱۳ قسمت                    |
| ۱۳۷۲ | فاصله                           | مجتبی یاسینی      | شبکه ۲ - ۱۳ قسمت                    |
| ۱۳۷۳ | نیمه پنهان ماه                  | مجید جعفری        | شبکه ۱ - ۳۰ قسمت - پخش در ماه رمضان |
| ۱۳۷۴ | جای خالی دریا                   | هوشنگ توکلی       |                                     |
| ۱۳۷۴ | آشپزباشی و قبله عالم            | رسول نجفیان       | شبکه ۲ - ۷ قسمت                     |
| ۱۳۷۴ | دبیرستان خضرا                   | اکبر خواجویی      | شبکه ۲ - ۲۶ قسمت                    |
| ۱۳۷۴ | بی بی یون                       | حسین پناهی        | شبکه ۱ - پخش در سال ۷۷              |
| ۱۳۷۵ | بازگشت پرستوها                  | ابوالقاسم طالبی   | شبکه ۲ - ۲۰ قسمت                    |
| ۱۳۷۵ | دستی بر آتش                     | معصومه تقی پور    | شبکه ۱ - ۷ قسمت                     |
| ۱۳۷۶ | جدال با سرنوشت                  | مسعود رشیدی       | شبکه ۱ - ۱۶ قسمت                    |
| ۱۳۷۶ | فردا دیر است                    | حسن فتحی          | شبکه ۳ - ۲۶ قسمت - بازیگر مهمان     |
| ۱۳۷۶ | دردسر بزرگ                      | علی عبدالعلی زاده | شبکه ۲ - پخش در نوروز ۷۷            |
| ۱۳۷۷ | عاقبت نقدفروشی، عاقبت نسیه‌فروشی | رضا ژیان          | شبکه ۳                              |
| ۱۳۷۷ | نرگس                            | شاپور قریب        | شبکه ۱                              |
| ۱۳۷۸ | کاشانه                          | قاسم جعفری        | شبکه ۳ - ۲۶ قسمت                    |
| ۱۳۷۹ | نود شب                          | مهران مدیری       | شبکه ۳ - ۹۰ قسمت                    |
| ۱۳۷۹ | غریبه                           | جواد اردکانی      | شبکه ۲                              |
| ۱۳۸۰ | چراغ جادو                       | همایون اسعدیان    | شبکه ۱ - ۱۳ قسمت - بازیگر مهمان     |